# Kvanakszan
A Kvanakszan (hangul: 관악산, handzsa: 冠岳山, RR: Gwanaksan) Szöul négy külső hegyének egyike, az egykori erődfalon kívül található, déli fekvésű hegy. 1968 óta városi park.

## Képek

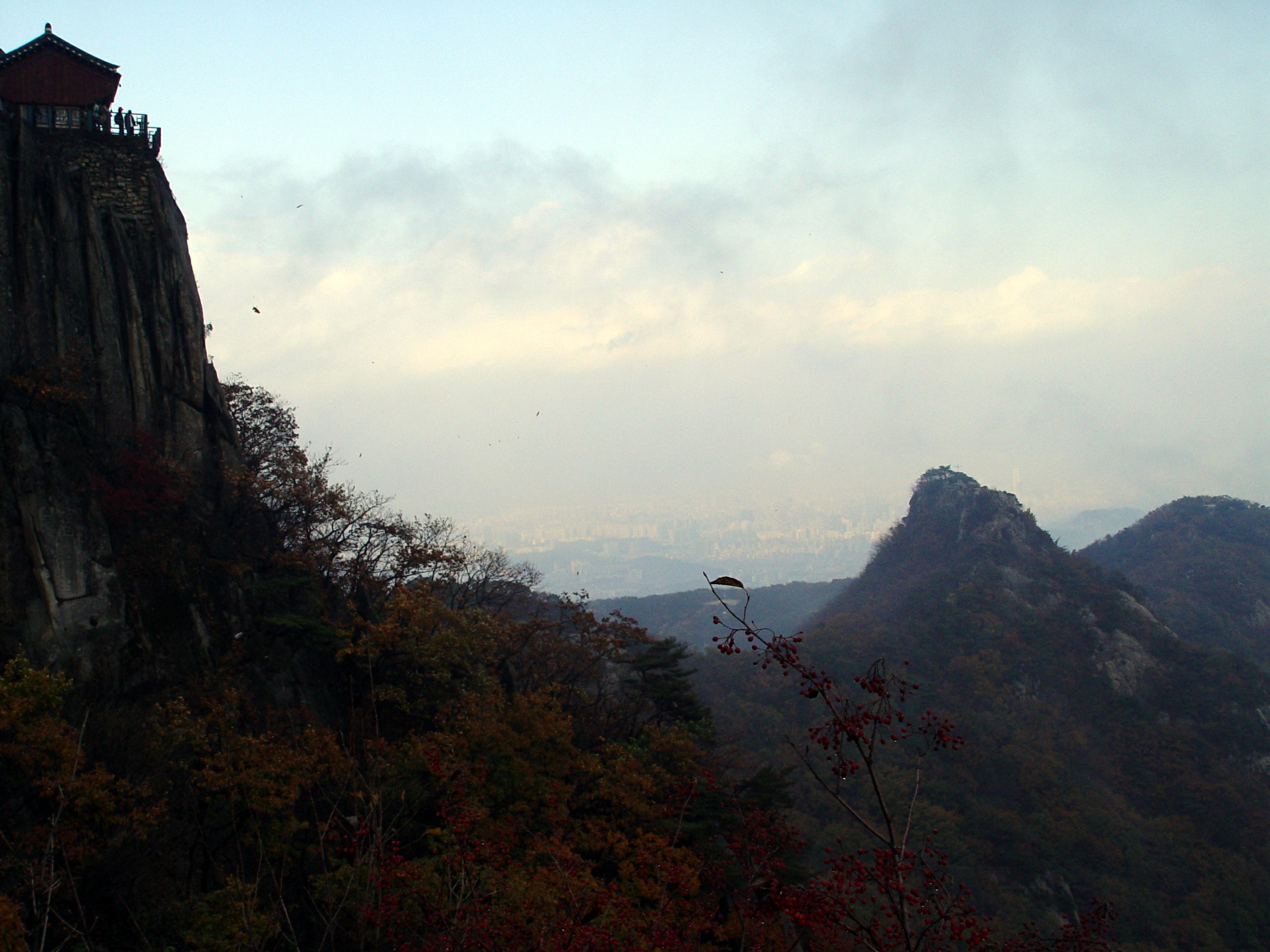
Jondzsude (Yeonjudae)-csúcs
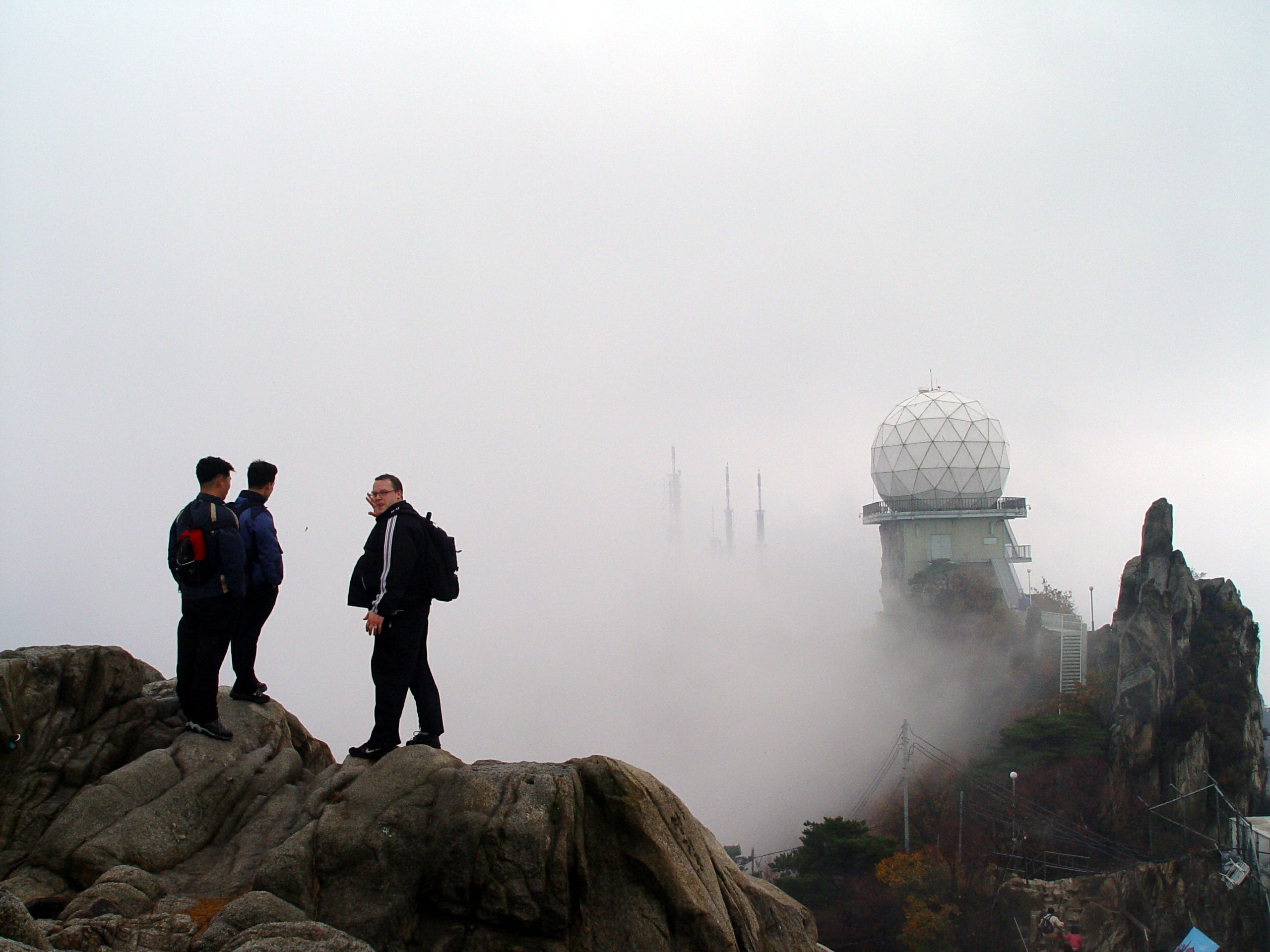
Radar a csúcson
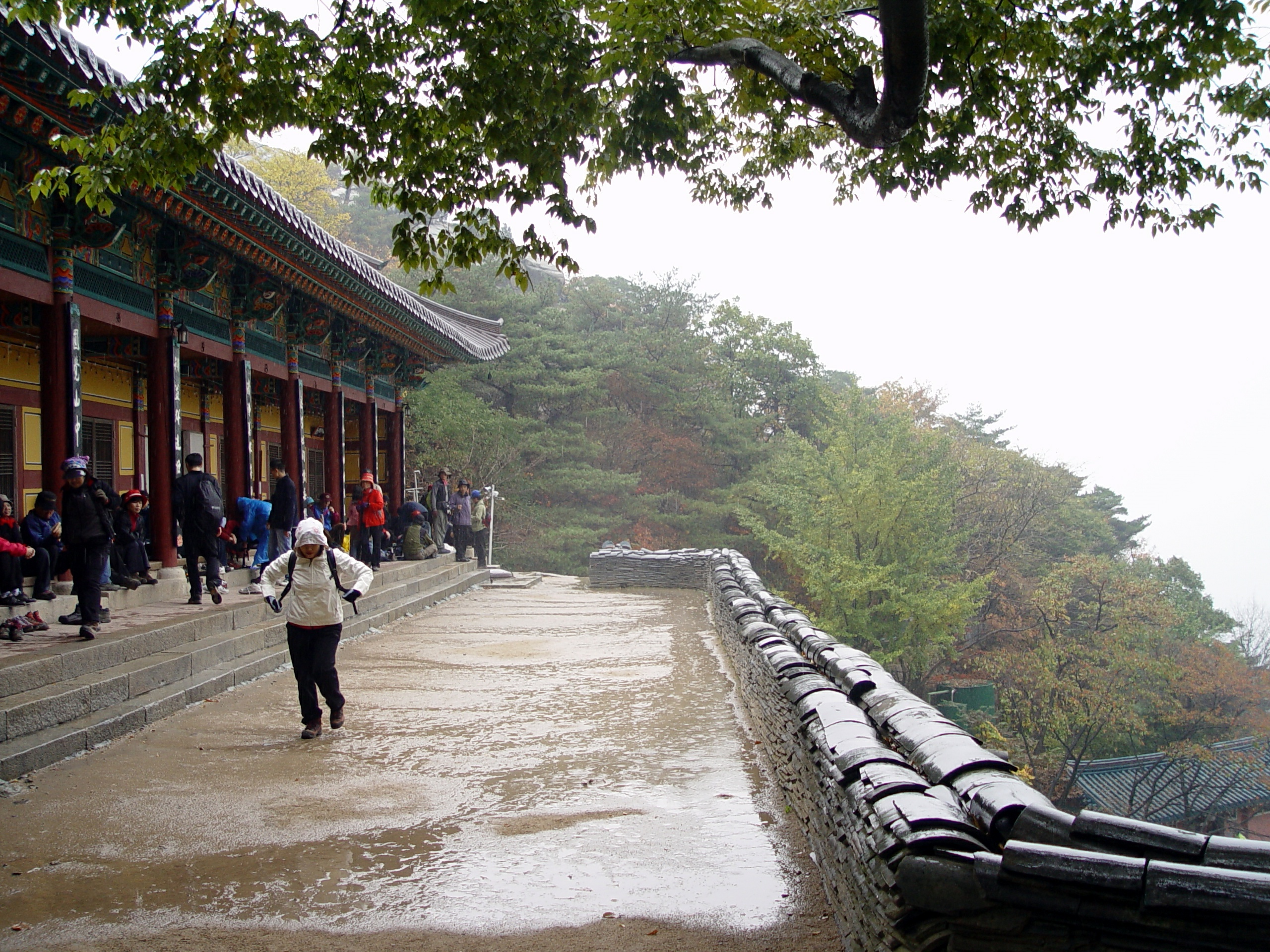
Jondzsu (Yeonju) remetelak